# 塞夫尔河畔圣洛朗
塞夫尔河畔圣洛朗（法語：Saint-Laurent-sur-Sèvre，法語發音：[sɛ̃ loʁɑ̃ syʁ sɛvʁ]）是法国卢瓦尔河地区大区旺代省的一个市镇，位于该省东北部，和曼恩-卢瓦尔省及德塞夫勒省接壤，属于永河畔拉罗什区。

## 地理
塞夫尔河畔圣洛朗（46°57'31"N, 0°53'35"W）面积15.79 平方千米，位于法国卢瓦尔河地区大区旺代省，该省份为法国西部沿海省份，北起大西洋卢瓦尔省和曼恩-卢瓦尔省，西临大西洋，南至滨海夏朗德省，东部及东南部与德塞夫勒省接壤。
与塞夫尔河畔圣洛朗接壤的市镇（或旧市镇、城区）包括：莫莱翁、塞夫尔河畔莫尔塔涅、圣马洛迪布瓦、特雷兹旺、尚韦里。

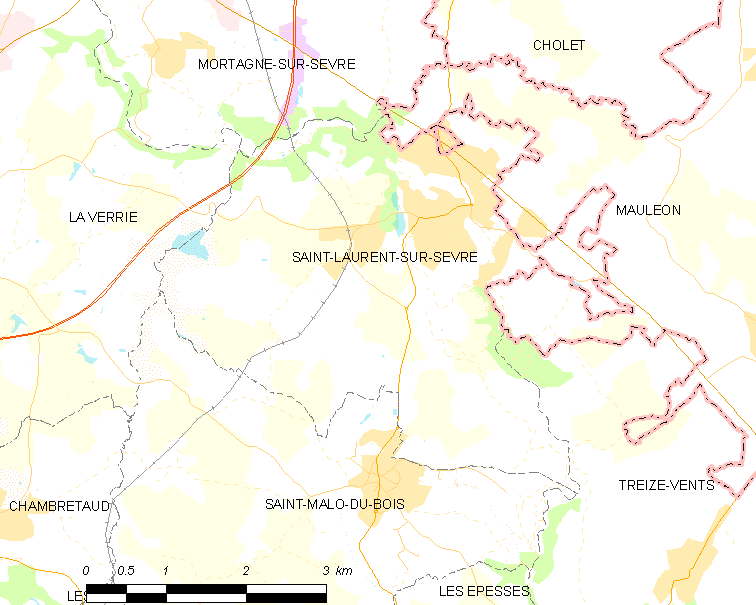
塞夫尔河畔圣洛朗的OSM定位图

塞夫尔河畔圣洛朗的时区为UTC+01:00、UTC+02:00（夏令时）。

## 行政
塞夫尔河畔圣洛朗的邮政编码为85290，INSEE市镇编码为85238。

## 政治
塞夫尔河畔圣洛朗所属的省级选区为塞夫尔河畔莫尔塔涅县。

## 人口

1962-2008年间塞夫尔河畔圣洛朗人口变化图示

塞夫尔河畔圣洛朗于2022年1月1日时的人口数量为3613人。